# Noa Kirel
Noa Kirel, nata Noya (in ebraico נוֹיָה קִירֶל‎?; Ra'anana, 10 aprile 2001), è una cantante, attrice e conduttrice televisiva israeliana.
Ha rappresentato Israele all'Eurovision Song Contest 2023 con Unicorn, dove si è classificata terza.

## Biografia
Nata da genitori ebrei di origini austriache e marocchine, Noa Kirel ha ottenuto notorietà con la sua partecipazione a Pushers un programma televisivo israeliano in cui i genitori spingono i propri figli a realizzare le proprie aspirazioni (nel caso di Noa, diventare una cantante).
I suoi genitori la chiamarono Noya, Ma dopo che le fu diagnosticata una grave malattia renale a soli tre mesi, un rabbino suggerì di cambiarle nome in Noa (che in ebraico può significare anche "movimento") per la sua salute e il suo benessere. Scherzando, predisse anche che un giorno sarebbe potuta diventare una ballerina. Grazie alle cure mediche, Noa guarì, ma le è rimasto un solo rene funzionante a causa del batterio che impedì lo sviluppo del secondo.
È entrata nel mondo della musica quando, all'età di 13 anni, ha pubblicato il suo singolo di debutto Medabrim, che ha ottenuto successo immediato. Pochi mesi dopo ha seguito Killer, il secondo singolo, che ha suscitato polemiche per l'immagine troppo provocatoria e i contenuti troppo spinti per una quattordicenne, tanto da essere oggetto di dibattito nel Parlamento israeliano.
Nel 2017 ha affiancato Sagi Brightner nella conduzione del programma musicale Lipstar, andato in onda sul canale per bambini yes kidZ. L'anno successivo ha preso parte alla serie televisiva Kfula, dove interpreta i ruoli di entrambe le protagoniste. È stato successivamente pubblicato un album con le canzoni contenute nella serie, cantate da Noa.
Grazie alla sua popolarità, Noa Kirel è stata votata dal pubblico come Cantante dell'anno 2016 ai premi Arutz HaYeldim. Ha inoltre ricevuto una nomination come miglior artista israeliano agli MTV Europe Music Awards 2016; verrà candidata nuovamente per lo stesso premio in sei occasioni, dove vincerà il premio.
Nel febbraio 2020, Noa è stata arruolata nelle Forze di Difesa Israeliane (IDF), prestando servizio come soldatessa in una sua banda militare unica nel suo genere. Ha ricevuto il congedo con onore, completando il suo servizio di leva obbligatoria di due anni il 14 febbraio 2022.
Dopo essere stata contattata dell'emittente Kan, il 10 agosto 2022 l'artista è stata selezionata internamente come rappresentante israeliana per l'Eurovision Song Contest 2023. Il suo brano eurovisivo, Unicorn, è stato presentato l'8 marzo 2023. Nel maggio successivo, dopo essersi qualificata dalla prima semifinale, Noa Kirel si è esibita nella finale eurovisiva, dove si è piazzato al 3º posto su 26 partecipanti con 362 punti totalizzati, regalando a Israele il suo secondo miglior piazzamento del nuovo millennio dopo la vittoria del 2018.
Noa ha avuto una relazione con il modello e attore israeliano Tomer HaCohen da ottobre 2021 all'inizio del 2023. Il 28 luglio 2023, ha iniziato a frequentare il portiere della nazionale di calcio israeliana Daniel Peretz, con il quale si è fidanzata il 6 settembre 2024.

## Discografia

### Album in studio
- 2018 – Kfula

### Singoli
- 2015 – Medabrim
- 2015 – Killer
- 2015 – Yesh bi ahava
- 2016 – Rak ata
- 2016 – Hatzi meshuga
- 2016 – Ten li siman
- 2017 – Lirkod (con Sagi Brightner)
- 2017 – Makom leshinuy (feat. Avior Melasa)
- 2017 – Etzel hadoda ve hadod (con Agam Buhbut)
- 2017 – Tikitas
- 2017 – Kfula
- 2018 – Migibor leoyev
- 2018 – Ba li otcha
- 2019 – Drum
- 2019 – Hatzuf
- 2019 – Pouch
- 2019 – SLT
- 2019 – Meusharim (con Dolli & Penn e Liran Danino)
- 2020 – Im atah gever
- 2020 – Million Dollar (feat. Shahar Saul)
- 2021 – Yhlumim - Bang Bang
- 2021 – Please Don't Suck
- 2021 – Bad Little Thing
- 2022 – Thought About That
- 2022 – Femun (con Itay Galo)
- 2022 – Shlosha banot (con Tutit)
- 2022 – Shakhrer oti (con Doli & Penn e Peled)
- 2022 – Pantera
- 2022 – Mami (con Odeya)
- 2022 – Despechá
- 2023 – Gone
- 2023 – Unicorn
- 2023 – Provocative
- 2023 – Deja Vu
- 2024 – Bonot kamomi lo bochot (con Yinon Yahel)
- 2024 – Mishkafaim (con Itay Galo)
- 2024 – Doctor (con Offer Nissim)
- 2024 – Ani
- 2024 – Sheyhaya lech tov
- 2024 – Ba Da Bing
- 2024 – Ata ani oli
- 2024 – Etam al hargali'im (con Yehuda Levi)
- 2025 – Like What U See
- 2025 – Biladech (con Maya Bouskilla)